# Веб-трекинг
Веб-трекинг — практика, с помощью которой операторы сайтов и третьи стороны собирают, хранят и обмениваются информацией о действиях посетителей в Интернете. Анализ поведения посетителей сайтов может использоваться при предоставлении контента и позволяет владельцам веб-платформ делать выводы об предпочтениях пользователей. Это может представлять интерес для различных сторон, например, рекламодателей.

## Использование веб-трекинга
Использование веб-трекинга включает следующее:
- Рекламные агентства активно собирают информацию о пользователях и составляют профили, которые используются для персонализации рекламы. Отслеживание действий пользователя включают в себя посещение веб-сайтов, просмотр видео, взаимодействие в социальных сетях и онлайн-транзакции. Такие веб-сайты, как Netflix и YouTube, собирают информацию о том, какие шоу смотрят пользователи, что помогает им предлагать больше шоу, которые могут им понравиться. Поисковые системы, такие как Google, будут вести учёт того, что ищут пользователи, что может помочь им предлагать более релевантные поисковые запросы в будущем.[3]
- Правоохранительные органы могут использовать веб-трекинг для слежки за людьми и раскрытия преступлений.[4]
- Веб-аналитика больше фокусируется на производительности веб-сайта в целом. Веб-трекинг даст представление о том, как используется сайт, и сколько времени пользователь проводит на определённой странице. Веб-трекинг можно использовать, чтобы узнать, что больше всего заинтересует посетителей в содержании сайта.[5]
- Юзабилити-тестирование — это практика проверки того, насколько легко использовать дизайн. За пользователями наблюдают, когда они выполняют задачи.[6] Это поможет выявить проблемы удобства использования в дизайне веб-сайта, чтобы их можно было исправить для облегчения навигации.

## Методы веб-трекинга

### IP-адрес
Каждому устройству, подключенному к Интернету, назначается уникальный IP-адрес, необходимый для того, чтобы устройства могли взаимодействовать друг с другом. С помощью соответствующего программного обеспечения на хост-сайте IP-адреса посетителей сайта могут быть зарегистрированы, а также могут использоваться для определения географического местоположения посетителя.
Регистрация IP-адреса помогает отследить, проголосовал ли посетитель сайта более одного раза, а также изучить паттерн его поведения. IP-адрес указывает на страну подключения посетителя. Это приводит к тому, что цены указываются в местной валюте, а к стоимости или ассортименту доступных товаров, применяются особые условия. В некоторых случаях, сайты полностью блокировкиуют запросы или ответы из определённой страны. Интернет-пользователи могут обойти цензуру и географическую блокировку, а также защитить свою личность и местоположение, чтобы оставаться анонимными в Интернете с помощью VPN-подключения.

### HTTP cookie
HTTP cookie — это небольшие фрагменты текстовой информации в виде файла, который сохраняется на устройстве пользователя, когда пользователь посещает сайт. При последующих посещениях веб-сайта пользователем, сайт получает информацию из куки-файла. Куки могут использоваться для настройки пользовательского интерфейса и показа целевой рекламы. Действия пользователя, которые могут сохраняться в куки-файлах:
- страницы и контент, который просматривал пользователь,
- что пользователь искал в Интернете,
- когда пользователь нажимал на онлайн-рекламу,
- в какое время пользователь посетил сайт.

### Собственные и сторонние cookie
Основный куки-файл создаётся сайтом, который посещает пользователь. Эти куки считаются «хорошими», поскольку они помогают пользователю находиться на сайте, а не шпионят за ним. Основная цель основных куки-файлов — распознать пользователя и его предпочтения, чтобы можно было хранить желаемые настройки.
Сторонние куки сохраняются другими сайтами, которые размещают свой контент на просматриваемых веб-страницах. Они вставляют дополнительный код отслеживания, который может регистрировать онлайн-активность пользователя. Эта аналитика относится к сбору данных с текущего сайта и используется для измерения многих аспектов взаимодействия с пользователем, включая количество посещений сайта пользователем.
Существуют комании, которые обходят ограничения на сторонних куки, введенные веб-браузерами и занимаются отслеживанием, используя метод, называемый маскировкой CNAME, когда сторонней службе отслеживания назначается запись DNS в основном исходном домене, чтобы она маскировалась под основной сайт, хотя это отдельная организация с юридической и организационной точки зрения. Этот метод блокируется некоторыми браузерами и блокировщиками рекламы с использованием списков блокировки известных трекеров.

### Другие методы
- Цифровой отпечаток с использованием Canvas позволяет сайтам идентифицировать и отслеживать пользователей с помощью элементов Canvas HTML5 вместо использования куки-файлов браузера.[15]
- Рекламодатели используют кросс-девайсное отслеживание, чтобы определить, какие каналы наиболее успешно помогают конвертировать посетителей в покупателей.[16]
- Трекер кликов используется рекламодателями для измерения количества кликов, которые они получают по своим объявлениям, на количество показов.
- Отслеживание мыши собирает положение курсора мыши пользователя на компьютере.
- Цифровой отпечаток устройства зависит от вашего браузера и позволяет идентифицировать пользователей каждый раз, когда они выходят в интернет и отслеживать действия. С помощью отпечатков браузера сайты могут определить операционную систему пользователя, язык, часовой пояс и версию браузера без вашего разрешения.[17]
- Supercookies или evercookie можно не только использовать для отслеживания пользователей в Интернете, но их также трудно обнаружить и трудно удалить, поскольку они хранятся в другом месте, чем стандартные куки.[18]
- Сценарии воспроизведения сеанса позволяют воспроизвести путешествие посетителя на сайте или мобильном приложении или веб-приложении.[19][20]
- «Отслеживание перенаправления» — это использование страниц перенаправления для отслеживания пользователей на разных сайтах.[21]
- Веб-маяк обычно используются для проверки того, действительно ли человек, который получил электронное письмо, прочитал его.
- Favicon можно использовать для отслеживания пользователей, поскольку они сохраняются в сеансах просмотра.[22]
- Служба FLoC, опробованное в Google Chrome в 2021 году, предназначенное для замены существующего отслеживания поведения, основанного на отслеживании отдельных действий пользователя и их объединении на стороне сервера с веб-браузера, заявляющий о своем членстве в поведенческой когорте.[23]EFF раскритиковал FLoC за сохранение фундаментальной парадигмы экономики наблюдения, где «поведение каждого пользователя следует за ним от сайта к сайту как ярлык, непостижимый с первого взгляда, но богатый смыслом для знающих людей».[24]
- Согласно исследованию 2022 года, которое также способствовало принятию контрмер, было обнаружено, что «контрабанда UID» (UID smuggling) широко распространена и в значительной степени не устраняется новейшими инструментами защиты, такими как защита от отслеживания Firefox и uBlock Origin.[25][26]

## Споры
Просмотр веб-страниц связан с личной информацией пользователя. Местоположение, интересы, покупки и многое другое можно узнать только по тому, какую страницу посещает пользователь. Это позволяет им делать выводы о пользователе и анализировать закономерности активности. Использование веб-отслеживания может быть спорным, если применяется в контексте частного лица; и в той или иной степени подпадает под действие таких законодательных актов, как Директива ЕС об электронной коммерции и Закон Великобритании о защите данных. Когда это делается без ведома пользователя, это может считаться нарушением безопасности браузера.

## Обоснование
В контексте B2B понимание поведения посетителя для определения покупательских намерений рассматривается многими коммерческими организациями как эффективный способ нацеливания контекстной рекламы. К посещающим компаниям можно обращаться как онлайн, так и офлайн, с маркетингом и продажами, которые соответствуют их текущим требованиям. С точки зрения торговой организации, взаимодействие с потенциальным покупателем, когда он активно собирается совершить покупку, может привести к экономии маркетинговых средств, которые в противном случае были бы потрачены впустую.

## Противодействие
Наиболее передовые инструменты защиты включают в себя защиту от отслеживания Firefox, подмену отпечатка браузера антидетект-браузерами, расширения браузера uBlock Origin и Privacy Badger.
Кроме того, они могут включать расширение браузера NoScript, использование альтернативной поисковой системы, такой как DuckDuckGo, и использование VPN. Однако VPN нужно оплачивать и с 2023 года NoScript может «затруднить обычный просмотр веб-страниц».
Мобильные устройства
На мобильных устройствах наиболее продвинутым методом может быть использование мобильного браузера Firefox Focus, который в значительной степени снижает отслеживание веб-страниц на мобильных устройствах, включая полную защиту от файлов cookie и аналогичный приватному режиму в обычном браузере Firefox.
Opt-Out запросы
Пользователи также могут в некоторой степени контролировать сторонний веб-трекинг с помощью других средств. Отказ от куки-файлов позволяют пользователям блокировать сайты от установки куки в будущем. Сайты могут быть заблокированы от установки сторонних рекламодателей или куки в браузере, что предотвратит отслеживание на странице пользователя. Do Not Track — это параметр веб-браузера, который может запросить у веб-приложения отключение отслеживания пользователя. Включение этой функции отправит пользователям сайта запрос на добровольное отключение межсайтового отслеживания пользователей.
Режим конфиденциальности
Вопреки распространенному мнению, режим конфиденциальности браузера не предотвращает попытки отслеживания, поскольку обычно он блокирует только сохранение информации на стороне посетителя. Однако это не помогает против различных методов снятия отпечатков пальцев. Такие отпечатки пальцев могут быть деанонимизированы. Но функциональность сайтов может давать многократные сбои. Например, может не получиться авторизоваться на сайте или сбиться настройки.
Веб-браузеры
Некоторые веб-браузеры используют функции «защиты от отслеживания» или «предотвращения отслеживания» для блокировки веб-трекеров. Команды разработчиков надстроек NoScript и uBlock помогли разработать возможности SmartBlock для Firefox.
Антидетект-браузеры
Антидетект-браузеры это браузеры с защитой от обнаружения, которые помогают сохранять конфиденциальность, подделывая или изменяя ваш цифровой отпечаток. Антидетект-браузеры очень похожи на Google Chrome или Mozilla Firefox, но для защиты от индификации используют такие технологии, как подмена отпечатка браузера и подмена данных вашего устройства, чтобы гарантировать анонимность.